# (1325) Inanda
(1325) Inanda est un astéroïde de la ceinture principale d'environ 10 km de diamètre. Il tire son nom d'une ville de la métropole d'eThekwini.